# Radu-Spiridon Cojocaru
Radu-Spiridon Cojocaru (n. 12 decembrie 1947) este un fost deputat român în legislatura 1996-2000, ales în județul Brașov pe listele partidului PNL. Radu-Spiridon Cojocaru a fost membru în grupul parlamentar de prietenie cu Regatul Unit al Marii Britanii și Irlandei de Nord. 